# Euchirus dupontianus
Euchirus dupontianus  (лат.) — вид пластинчатоусых жуков из подсемейства Euchirinae. Характерной чертой самцов являются чрезмерно удлинённые передние лапы.

## Ареал
Эндемик Филиппин — встречается только на острове Мариндуке.

## Описание
Крупные жуки с длиной тела 50—75 мм. Тело продолговатое, довольно выпуклое. Надкрылья буро-оранжевые с продольными широкими чёрно-зелёными полосками. Голова маленькая. Ноги стройные, длинные. Передние бедра самцов спереди несут два зубца и сильно удлинены. Половой диморфизм резко выражен. Самцы крупнее и шире, чем самки, с более широкой и поперечной переднеспинкой. Передние ноги (все их части) у самцов сильно удлинены. 

## Биология
Личинки развиваются в трухлявой древесине и дуплах деревьев, где и окукливаются. Продолжительность развития жуков неизвестно. Как и другие представители этого подсемейства, этот вид являются лесным обитателем, населяет старые высокогорные дождевые леса.